# Compulsione
La compulsione indica un comportamento "costrittivo" o "incontrollabile" che porta a compiere determinate azioni, con il fine di placare, seppur momentaneamente, l'ansia generata dal contenuto egodistonico delle ossessioni, che sono pensieri o immagini mentali che ricorrono in maniera insistente dominando la vita psichica dell'individuo. La compulsione rappresenta l'esatto contrario rispetto all'impulso, il quale è agito per il raggiungimento di un piacere, e pertanto si qualifica come egosintonico. Dal punto di vista cognitivo-comportamentale il meccanismo di base della compulsione è il rinforzo negativo, ossia la consapevolezza che nel momento in cui si mette in atto una determinata compulsione, di conseguenza l'ansia tende a placarsi, e quindi le azioni risultano reiterate e perseveranti proprio perché rispondono a ossessioni intrusive e a loro volta perseveranti. L'impulso invece fa parte dei meccanismi di rinforzo positivo ossia la consapevolezza che nel momento in cui si mette in pratica un'azione, ad esempio assumere una sostanza stupefacente, si raggiunge uno stato di piacere, ma non serve per placare uno stato di ansia. 
Le compulsioni non sempre accompagnano il disturbo ossessivo-compulsivo (DOC), infatti si ritiene che spesso il DOC sia caratterizzato prevalentemente da ossessioni pure, ossia fobie ossessive in assenza di compulsioni. Le compulsioni "pure" al contrario non sono mai state descritte, e si accompagnano per definizione a una o più ossessioni. Si ritiene inoltre da recenti lavori, che spesso i pazienti affetti da DOC con compulsioni importanti, appartengano a quel sottotipo più grave di DOC che prende il nome di DOC con scarso insight, dove il paziente non ha la piena consapevolezza della propria condizione e non riconosce come completamente estranee le proprie ossessioni.
Le compulsioni pertanto sono dei rituali finalizzati messi in atto volontariamente al fine di superare l'angoscia e i dubbi che spesso si accompagnano alle ossessioni. Un esempio di compulsione è la necessità di lavarsi ripetutamente in risposta a ossessioni di contaminazione (ad esempio, paura di poter contrarre una grave malattia infettiva).

## Tipi di compulsione

### Shopping
Lo shopping compulsivo è caratterizzato da uno shopping eccessivo che causa danni allo stile di vita della persona affetta, come problemi finanziari o l'impossibilità di interessarsi ai bisogni della famiglia. Il tasso di prevalenza per questo comportamento compulsivo è del 5,8% in tutto il mondo e la maggior parte delle persone che soffrono di questo tipo di comportamento sono donne (circa l'80%). Non esiste un trattamento efficace per questo tipo di comportamento compulsivo.

### Accumulo

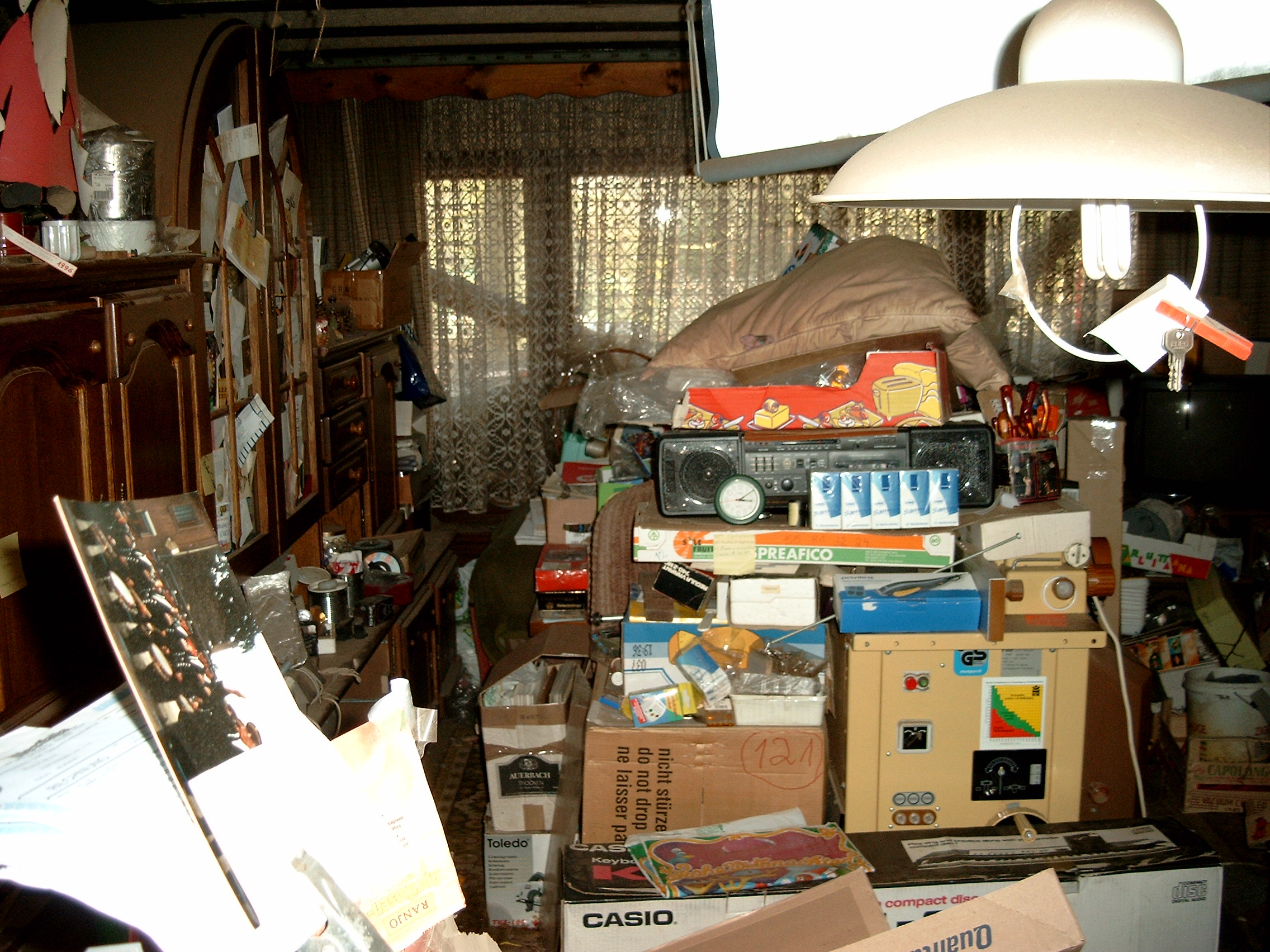
L'abitazione di un accumulatore compulsivo

L'accumulo compulsivo è caratterizzato da un'eccessiva conservazione di oggetti e dalla difficoltà di sbarazzarsene. Le principali caratteristiche dell'accumulo includono l'incapacità di utilizzare correttamente gli alloggi, avendo difficoltà a spostarsi in casa a causa dell'enorme quantità di oggetti presenti, oltre ad avere le uscite bloccate che possono rappresentare un pericolo per l'accumulatore, la sua famiglia e gli ospiti. Gli oggetti che vengono generalmente conservati dagli accumulatori includono vestiti, giornali, contenitori, posta indesiderata, libri e oggetti artigianali. Gli accumulatori ritengono che questi oggetti saranno utili in futuro, o hanno un significato sentimentale troppo grande per essere gettati via. Altre ragioni includono la paura di perdere importanti documenti, informazioni e caratteristiche dell'oggetto.

### Cibo
L'alimentazione compulsiva è l'incapacità di controllare la quantità di apporto nutrizionale, con conseguente aumento di peso. Questo eccesso di cibo è di solito un meccanismo per far fronte a problemi nella vita dell'individuo come lo stress o l'ansia. I "mangiatori compulsivi" di solito sanno che ciò che stanno facendo non fa bene alla loro salute. Il comportamento compulsivo si sviluppa di solito nella prima infanzia. Le persone che lottano con l'alimentazione compulsiva di solito non hanno le capacità adeguate per affrontare i problemi emotivi che causano la loro eccessiva indulgenza nel cibo. Indulgono in abbuffate, periodi di durata variabile in cui mangiano e/o bevono senza sosta, fino a quando la coazione passa o non sono più in grado di consumare. Queste abbuffate sono di solito accompagnate da sentimenti di colpa e vergogna nell'uso del cibo come strumento per evitare lo stress emotivo. Seguire un trattamento psicologico e una dieta sana può aiutare le persone a superare questi comportamenti.

### Gioco d'azzardo
Il gioco d'azzardo compulsivo è caratterizzato dall'avere il desiderio di giocare d'azzardo e non essere in grado di resistere a tali desideri. Il gioco d'azzardo porta a gravi problemi personali e sociali nella vita dell'individuo. Questo comportamento compulsivo di solito inizia nella prima adolescenza per gli uomini e tra i 20-40 anni per le donne. Le persone che hanno problemi a controllare le compulsioni al gioco d'azzardo di solito hanno ancora più difficoltà a resistere quando vivono momenti stressanti nella vita. Le persone che giocano compulsivamente tendono a incorrere in problemi con i familiari, la legge, i luoghi e le persone con cui giocano. La maggior parte dei problemi collegati a questo comportamento compulsivo è dovuta alla mancanza di denaro per continuare a giocare d'azzardo o difficoltà a pagare i debiti causati dal gioco patologico. Il gioco d'azzardo compulsivo può essere aiutato con varie forme di trattamento come la terapia cognitivo-comportamentale, i gruppi di auto-aiuto e potenzialmente i farmaci.

### Tricotillomania e stuzzicamento della pelle
La tricotillomania è classificata come lo strappamento compulsivo di capelli o peli del corpo. Essi possono provenire da qualsiasi zona del corpo. Questo strappamento può portare a punti glabri. La maggior parte delle persone che hanno una lieve tricotillomania possono superarla attraverso la concentrazione e una maggiore consapevolezza di sé.
Coloro che soffrono di dermatillomania hanno problemi con lo stuzzicamento, lo sfregamento, lo scavo o il graffio della pelle. Queste attività sono di solito messe in atto per sbarazzarsi di imperfezioni o segni indesiderati sulla pelle. Queste compulsioni tendono anche a lasciare abrasioni e irritazioni. Questi atti tendono a essere prevalenti in periodi di ansia, noia o stress.

### Controllo, conteggio, lavaggio e ripetizione
Il controllo compulsivo può includere il controllo compulsivo di elementi come serrature, interruttori ed elettrodomestici. Questo tipo di compulsione di solito si occupa di verificare la possibilità di un eventuale evento nocivo per se stessi o gli altri. Di solito, la maggior parte dei comportamenti di controllo si verificano a causa della volontà di proteggere gli altri e l'individuo.
Le persone che soffrono di conteggio compulsivo tendono ad avere un numero specifico che è importante nella situazione in cui si trovano. Il conteggio compulsivo può includere casi di conteggio di passi, elementi, comportamenti e conteggio mentale.
La ripetizione compulsiva è caratterizzata dall'eseguire più volte la stessa attività. Queste attività possono includere la rilettura di una parte di un libro, la riscrittura, la ripetizione di attività di routine o la ripetizione della stessa frase.
Il lavaggio compulsivo si verifica di solito in soggetti che hanno paura della contaminazione; in casi estremi può essere dovuta a una parassitosi delirante. Le persone che hanno questo comportamento compulsivo si lavano le mani ripetutamente durante il giorno. Questi lavaggi delle mani possono essere ritualizzati e seguire uno schema. Le persone che hanno questa compulsione tendono ad avere problemi con le mani screpolate o rosse a causa dell'eccessiva quantità di lavaggi effettuati ogni giorno.

### Comportamento sessuale
Questo tipo di comportamento compulsivo è caratterizzato da sentimenti, pensieri e comportamenti su qualsiasi cosa legata al sesso. Questi pensieri devono essere pervasivi e causare problemi di salute, occupazione, socializzazione o altri ambiti della vita. Questi sentimenti, pensieri e comportamenti possono includere normali comportamenti o comportamenti sessuali considerati illegali e/o moralmente e culturalmente inaccettabili. Questo disturbo è anche noto come ipersessualità, disturbo ipersessuale, ninfomania o dipendenza sessuale.

### Parlare
Il parlare compulsivo (talkaholic) va oltre i limiti di ciò che è considerato una quantità socialmente accettabile di discorso. I due fattori principali nel determinare se qualcuno è un parlatore compulsivo sono il parlare in modo continuo, fermandosi solo quando l'altra persona inizia a parlare, e il fatto che gli altri percepiscono il loro parlare come un problema. I tratti della personalità che sono stati positivamente collegati a questa compulsione includono l'assertività, la volontà di comunicare, la capacità di comunicazione autopercepita e il nevroticismo. Gli studi hanno dimostrato che la maggior parte delle persone che sono parlatori compulsivi sono consapevoli della quantità di conversazione che mettono in atto, ma non sono in grado di fermarsi e non lo vedono come un problema.